# Sphenopholis pallens
Sphenopholis pallens är en gräsart som först beskrevs av Johann Friedrich Theodor Biehler, och fick sitt nu gällande namn av Frank Lamson Scribner. Sphenopholis pallens ingår i släktet Sphenopholis och familjen gräs. Inga underarter finns listade i Catalogue of Life.